# Titus Manlius Imperiosus Torquatus (consul en -347)
Pour les articles homonymes, voir Titus Manlius Torquatus.
Titus Manlius Imperiosus Torquatus est un homme politique romain qui assuma trois consulats en 347, 344 et 340 av. J.-C. et deux charges de dictateur en 353 et 349 av. J.-C..
La biographie du héros a été très tôt ornée de légende et de schèmes narratifs préexistants.

## Origines familiales
Il est le fils du dictateur de 363 av. J.-C. Lucius Manlius Capitolinus Imperiosus, qui avait été nommé à cette charge pour planter un clou pour calmer la peste, un remède qui aurait marché autrefois. Ce dernier déclara la guerre aux Herniques, et pour cela, il procéda à des levées rigoureuses parmi la jeunesse romaine, ce qui irrita contre lui tous les tribuns de la plèbe. En effet, non seulement il condamna à l'amende nombre de récalcitrants, mais aussi aux tortures corporelles. Il abdiqua ensuite de sa magistrature.
Les tribuns de la plèbe n'en restèrent pas là, et Marcus Pomponius le mit en procès, l'accusant d'avoir agi avec cruauté envers ses compatriotes, mais aussi, et surtout, envers son fils :
« Que son jeune fils, innocent de toute faute, avait été par lui banni de la ville, du logis, du sein des pénates, privé du Forum, de la lumière, du commerce de ses amis, condamné à des travaux serviles, presque au fond d'une prison et d'un cachot d'esclaves. Là, ce jeune homme venu de si haut lieu, ce fils de dictateur apprenait, par un supplice de chaque jour, qu'il était né d'un père vraiment impérieux. Et quel est son crime ? il a peu de faconde et d'aisance à parler. Mais ce vice de la nature, un père (s'il y avait âme d'homme en lui) ne devrait-il pas le cacher en son sein, au lieu de le punir et de le mettre en évidence par ses persécutions ? Toutes muettes qu'elles sont, les bêtes elles-mêmes ne choient, ne chérissent pas moins ceux de leurs petits qui sont moins bien venus. Mais, par Hercule, L. Manlius accroît le mal par le mal, il alourdit encore cet esprit paresseux ; et, s'il reste en ce fils un peu de vigueur naturelle, il va l'éteindre par cette vie sauvage, ces habitudes rustiques, ce séjour au milieu des troupeaux. »
La plupart des auteurs s'accordent sur le manque d'intelligence de Titus, le fils de Lucius. Pour cette raison, il est méprisé et maltraité par son propre père. Une présentation qui s'accorde au type du « héros peu prometteur » souvent présent dans les légendes.
Titus, qui avait été relégué au champ parce qu'il s'exprimait mal et lentement, fut affligé qu'on mette en procès son père par sa faute, et dit-on, alla voir sans témoin le tribun de la plèbe, et, le menaçant d'un couteau, le força à prêter serment de retirer sa plainte. Cela plut tellement au peuple, qu'il fut élu en seconde place des six tribuns militaires aux légions. 

## Surnom de « Torquatus »
En 361 av. J.-C., Rome est menacée par de nouvelles hordes gauloises. Un dictateur, Titus Quinctius Poenus Capitolinus Crispinus, avait été nommé. Chaque armée était placée de chaque côté de l'Anio. Après quelques escarmouches sans grande envergure, un Gaulois s'avança, et dit, selon Tite-Live :
« Que le plus vaillant des guerriers de Rome vienne et combatte, s'il l'ose, afin que l'issue de notre lutte apprenne qui des deux peuples vaut plus à la guerre. »
L'hésitation fut grande dans le camp romain, alors Titus Manlius s'approcha du dictateur, et toujours selon Tite-Live, lui demanda :
« Sans ton ordre, général, lui dit-il, je n'aurais jamais combattu hors de rang, même avec l'assurance de la victoire. Si tu le permets, je veux montrer à cette brute, qui gambade insolemment devant les enseignes ennemies, que je suis sorti de cette famille qui renversa de la roche Tarpéienne une armée de Gaulois. »
Le dictateur accepta. Sur le pont Salario, le jeune Titus Manlius vainquit le Gaulois à la surprise générale, gagna le surnom de Torquatus en ramassant et portant le torque du Gaulois vaincu et se vit attribuer une couronne d'or,.

## Dictateur et consul
En 353 av. J.-C., le Sénat ordonna au consul Marcus Valerius Poplicola de nommer un dictateur pour déclarer la guerre aux Cérites, et ce fut Titus Manlius, fils de Lucius, qui fut nommé par le consul, les deux consuls faisant déjà face à deux autres peuples, les Volsques et Tarquinies. Sur ordre du Sénat et du peuple romain, le dictateur nouvellement élu déclara la guerre à la ville de Caere, qui soutenait Tarquinies dans sa lutte contre Rome, en recueillant son trésor, et en envoyant des brigands soutenir des pillages en territoire romain.
Ces derniers demandèrent la paix, et le peuple romain accepta malgré l'affront de ces derniers, se rappelant leur aide lors du sac de Rome. Il pourrait s'agir d'un autre "Titus Manlius", mais cette dictature fut trop brève et sans action pour être relatée. Il semblerait quand même qu'il s'agisse du même homme, bien qu'il n'ait été ni consul ni censeur avant. Mais l'on ne trouve pas, non plus, un autre "Titus Manlius" dans les fastes consulaires.
En 349 av. J.-C., un « Titus Manlius Imperiosus » fut nommé dictateur pour la tenue des comices centuriates, en l'absence des consuls. Il s'agit vraisemblablement du même homme que le dictateur précédent.
Rome est en paix sous son premier consulat en 347 av. J.-C., sans levée de troupes ni imposition. Il fut décidé un abaissement des intérêts de 1/12 (depuis la loi des Douze Tables) à 1/24 par mois, ce qui permettait de payer ses dettes en quatre fois, sur trois années.
Sous son deuxième consulat en 344 av. J.-C., on dédicaça le temple de Junon Moneta sur l'Arx. Selon Tite-Live, cette dédicace fut aussitôt suivie d'un prodige : il serait tombé une pluie de pierres et la lumière du jour fut obscurcie. On nomma un dictateur pour la célébration des féries.
En 340 av. J.-C., Rome dominait la Ligue latine. Elle reçut une délégation des États membres menée par le préteur latin Lucius Annius de Setia, qui exigeaient un statut égal à Rome, avec des sénateurs et un consul latins, ce qui fut refusé par le Sénat romain, par la voix du consul Manlius. Annius aurait blasphémé Jupiter et fut tué. La guerre entre romains et latins fut votée par le Sénat romain.

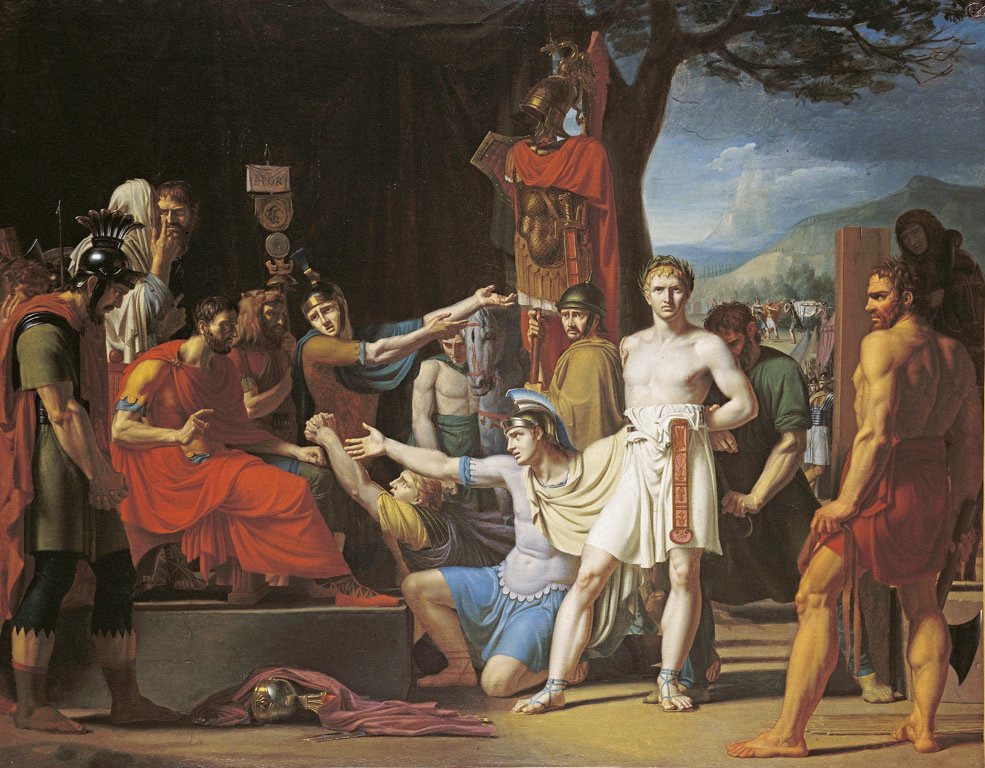
Alexandre-Romain Honnet, Manlius Torquatus condamne son fils à mort, Prix de Rome 1799

Manlius et son co-consul, Publius Decius Mus, décidèrent que les vieilles disciplines militaires seraient rétablies, et que toute désobéissance serait passible de la peine de mort. Il était notamment interdit à chaque soldat d'attaquer l'ennemi hors des rangs. Le fils de Manlius, en quête de gloire, et provoqué par un Latin, alla à l'encontre de la règle établie par les consuls, défit son adversaire, et revint au camp victorieux avec la dépouille de son ennemi. Manlius se détourna de son fils, convoqua l'armée, et ordonna aux licteurs d'attacher son fils au poteau et de l'exécuter (une gravure représente aussi Manlius en train de le décapiter – voir la première image plus haut), pour avoir enfreint les règles consulaires et désobéi au père. Les soldats prirent le corps du défunt, et lui firent de dignes funérailles.
Dans son Histoire de Rome, Tite-Live décrit cet événement et conclut comme suit :
« …et la "sentence de Manlius", après avoir effrayé son siècle, laissa encore un triste souvenir à la postérité. »
Après que Publius Decius Mus se fut sacrifié pour la victoire à la bataille Veseris, au pied du Vésuve, Manlius écrasa les alliés latins et les poursuivit en Campanie, où il les vainquit définitivement à la bataille de Trifanum,.
Il refusa un nouveau consulat pour la raison qu'il ne pourrait supporter les vices du peuple, et que le peuple ne pourrait supporter sa sévérité.
En 321 av. J.-C., un « Titus Manlius Imperiosus Torquatus » aurait été dictateur, mais Tite-Live n'en fait pas mention. Par contre il signale que Titus Manlius Imperiosus Torquatus était malade à la fin de son dernier consulat. Il paraît peu probable qu'il s'agisse de la même personne, car il aurait eu alors près de 70 ans, mais ce n'est pas impossible d'autant que son fils était mort.

## Analyse moderne
L'exécution du fils de Titus pour indiscipline est l'un des plus célèbres exempla de l'histoire romaine avec celui de Brutus et celui de Spurius Cassius. Ce motif transpose celui de l'affrontement du père et du fils, où l'idée du lignage n'est plus l'horizon indépassable comme dans les sociétés lignagères et où le principe suprême devient l'État à qui le citoyen doit sacrifier sa famille et même sa descendance. Dans la Rome républicaine, au-delà du lignage et du compagnonnage, il y a désormais la Cité.